# Pierre Chavagné
Pierre Chavagné est un écrivain français, né le 18 octobre 1975 au Raincy. Il vit dans le Gard, où il se consacre entièrement à l’écriture.

## Style et thèmes
A travers ses romans, Pierre Chavagné explore des registres variés : satire contemporaine (Auteur Academy), roman historique relatant la vie de François de Montmorency-Bouteville et celle de son cousin François de Rosmadec (Les Duellistes), nature writing et dystopie (La Femme paradis, Abena). Ses œuvres abordent des thématiques telles que l’effondrement, la solitude, la nature, la mémoire et la quête de sens. L’auteur accorde une extrême importance aux descriptions,. Il revendique les influences de Jim Harrison, Ron Rash et Cormac McCarthy. Son dernier roman, Abena est dédié à l'auteur de La Route, disparu en 2023.
Il obtient le Cabri d'or en 2023,.

## Réception critique
A propos d’Auteur Academy, le Figaro magazine écrit : « Pierre Chavagné dissèque le paysage littéraire français avec un raffinement et une sobriété très vieille école. Moraliste à la Voltaire, caricaturiste façon La Bruyère ».
Concernant La Femme paradis, Le Journal du Dimanche évoque : « Par petites touches, dans un style maîtrisé, Pierre Chavagné compose une atmosphère envoûtante […] Avec subtilité, l’écrivain convoque toute l’horreur sacrée des forêts. […] Il y a quelque chose de gracquien dans ce roman ».

## Publications
- Auteur Academy, Paris, Grasset, 2010, 368 p. (ISBN 9782246758716, présentation en ligne).
- Pour Saluer Magnan, (entretiens), avec Flore Naudin et Pierre Magnan, Aix-en-Provence, Edisud, 2012, 100 p. (ISBN 9782744909634, présentation en ligne).
- Les Duellistes, Paris, Albin Michel, 2017, 400 p. (ISBN 9782226328649, présentation en ligne).
- La Femme paradis, Marseille, Le Mot et le reste, 2023, 152 p. (ISBN 9782384311262, présentation en ligne).
- Abena, Marseille, Le Mot et le reste, 2025, 264 p. (ISBN 9782384315628, présentation en ligne)